# Korthalsella
- Commons
- Wikispecies

Korthalsella é um género botânico pertencente à família Santalaceae.